# Jacob Becker (Politiker)

Jacob Becker

Jacob Becker, auch Jakob Becker (* 19. September 1864 in Ludwigshöhe; † 13. April 1949 in Sprendlingen) war ein deutscher Mediziner und Mitglied des Deutschen Reichstags.

## Leben
Becker besuchte die Volksschule und die Realschule zu Oppenheim, die Realgymnasien zu Mainz und Gießen, woselbst er das Maturitätsexamen ablegte. Er studierte in Gießen und Berlin und bestand im Sommer 1888 die ärztliche Staatsprüfung, diente ein Jahr und ging 1889 zur weiteren Ausbildung nach Berlin. 1890 ließ er sich in Dietzenbach und 1891 in Sprendlingen nieder. Er genügte der Militärpflicht in der Leibkompanie des Infanterie-Regiments Nr. 116 als Unterarzt. Weiter war er Vorsitzender des Gewerbevereins, Mitglied des Bezirkstags der Gewerbevereine, Vorsitzender der Gesellenprüfungsausschusses, Vorsitzender des Reichsverbands gegen die Sozialdemokratie und Vorsitzender verschiedener sozialer Korporationen.
Von 1903 bis 1907 war er Mitglied des Deutschen Reichstags für den Wahlkreis Großherzogtum Hessen 5 Offenbach, Dieburg, und die Nationalliberale Partei. Zwischen 1912 und 1918 vertrat er dort den Wahlkreis Großherzogtum Hessen 8 Bingen, Alzey.
Sein jüngerer Bruder war der Jurist und Politiker Johann Becker (1869–1951).